# باي خاتون
باي خاتون جارية تركية (أم ولد)، كانت جارية الخليفة المتوكل على الله الأول أنجبت له اثنين من الخلفاء وهما أبو الفضل العباس المستعين بالله والقائم بأمر الله الثاني. كما أن لها ابناً آخر هو الأمير ناصر الدين محمد بن الأمير مبارك شاه الطازي الذي ساهم مع باقي الأمراء المماليك في إقناع أخيه الخليفة المستعين بالله بخلع السلطان الناصر فرج بن برقوق وتولي السلطنة مكانه.